# Onesimo Cadiz Gordoncillo
Pour les articles homonymes, voir Cadiz et Gordoncillo (homonymie).
Onesimo Cadiz Gordoncillo, né le 16 février 1935 à Jimalalud et mort le 13 novembre 2013 à Roxas City, est un prélat catholique philippin.

## Biographie
Onesimo Cadiz Gordoncillo  est ordonné prêtre en 1961. En 1974, il est nommé évêque auxiliaire  de  Dumaguete et évêque titulaire de Gunugus. En 1976, il est nommé évêque de Tagbilaran et en 1986 archevêque de Capiz. Il prend sa retraite en 2011.